# Viktor I.
Svatý Viktor I., latinsky Victor, byl 14. papežem katolické církve. Jeho pontifikát se datuje do let 186/189 – 197/201.

## Život
Viktor I. byl prvním papežem afrického původu a podle všech známek energický muž, který plně uplatňoval autoritu hlavy církve. Protože se stal římským biskupem v době relativního klidu, kdy nebyli křesťané v Římě příliš pronásledováni, mohl se plně soustředit na problémy církve, věnovat se otázkám liturgie a teologie a stíhat heretiky.
Znovu otevřel starý spor mezi východní a západní církví v otázce termínu Velikonoc. Již papež sv. Pius I. stanovil, že vrcholným svátkem Velikonoc je vzkříšení Ježíše Krista, a dnem svátku určil neděli (Hod Boží Velikonoční). Východní církev však slavila jako vrcholný den Velikonoc den ukřižování Ježíše Krista a tento svátek kladla na čtrnáctý den měsíce Nisan podle hebrejského kalendáře, a to bez ohledu na to, na který den v týdnu svátek připadl. Tento termín jednak koincidoval se židovským svátkem Pesach a jednak to přinášelo i potíže s účastí věřících na bohoslužbách. Viktor I. hodlal tento spor řešit dokonce vyobcováním odpůrců z církve. Tomuto krajnímu řešení se snažil zabránit svatý Ireneus, a východní křesťanské obce se nakonec přizpůsobily.
Sv. Viktor I. také zavedl latinské bohoslužby. Až do té doby byly mše slouženy v řečtině. Také pastýřské listy, teologické spisy a korespondenci psal papež latinsky, neboť latina byla užívána v severní Africe, odkud pocházel. Univerzálním jazykem křesťanů se však latina stala až později, v polovině čtvrtého století.
Sv. Viktoru I. se také připisuje stanovení základních zásad církevního soudnictví a zákaz používání skleněných a dřevěných nádob při bohoslužebných obřadech.
Přesná doba a způsob jeho umučení i místo jeho původního hrobu (pravděpodobně římské katakomby) není přesně známo. Barokní nápis na jeho rakvi v poutním chrámu na olomouckém Svatém Kopečku jej označuje za prvomučedníka římského.
Jeho náhrobní kámen se nachází na schodišti (vlevo na stěně při vstupu do prvního patra s dobře čitelným latinským nápisem) musea v africkém Tunisu, hlavním městě Tuniska, ostatky spočívají v prosklené rakvi na pravém pilíři klenby kostela Navštívení Panny Marie na Svatém Kopečku v Olomouci (nyní jsou ostatky sv. Viktora I. součástí monumentálního sousedního barokního jižního oltáře, na pilíři je od 17. května 2015 umístěn relikviář s ostatky – krví – sv. Jana Pavla II., na památku 20. výročí jeho návštěvy této baziliky a jeho zdejšího setkání s mládeží, poté co svatořečil na statisícovém shromáždění v Olomouci-Neředíně sv. Zdislavu a sv. Jana Sarkandera).
Památku sv. Viktora I. si katolická církev připomíná 28. července. Od roku 1918 je jeho jméno na tento den i součástí českého národního kalendáře.
Kašna sv. Viktora od Romana Wenzela z roku 2011 se nachází v zahradě býv. Premontstrátského kláštera, dnes vojenské nemocnice v Klášteře Hradisko v Olomouci.